# ویلیام هنری فلاور

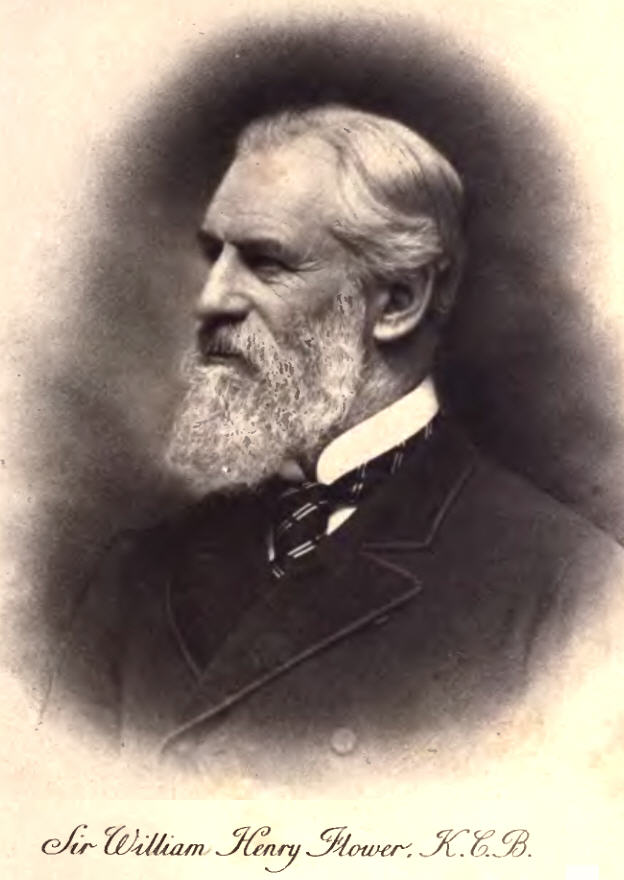
ویلیام هنری فلاور

ویلیام هنری فلاور (به انگلیسی: William Henry Flower) (زاده ۳۰ نوامبر ۱۸۳۱ -مرگ ۱ ژوئیه ۱۸۹۹) زیست‌شناس انگلیسی بود.
فلاور در استراتفورد وارویک به دنیا آمد و رشته پزشکی را در کالج دانشگاهی لندن فرا گرفت. در این میان او استعداد ویژه‌ای در فیزیولوژی و کالبدشناسی تطبیقی از خود نشان داد و توانست دکترای پزشکی خود را در سال ۱۸۵۱ به دست آورد. در سال ۱۸۶۱ توانست ریاست موزه کالج سلطنتی جراحان انگلستان را به دست آورد. پس از مرگ ریچارد اوون در ۱۸۸۴، فلاور به مدیریت موزه تاریخ طبیعی ساوت کنزینگتون رسید.
علاقه اصلی فلاور به انسان‌شناسی ساختاری داشت و مجموعه‌ای با بیش از ۱۳۰۰ اسکلت انسان داشت. او همچنین علاقه به کالبدشناسی تطبیقی پستانداران (به ویژه کیسه‌داران و نهنگها و نخستیها) داشت. او نخستین کسی بود که نشان داد لمورها جزو نخستی‌ها هستند.
فلاور در سال ۱۸۶۴ عضو انجمن پادشاهی انگلستان شد. او در سال ۱۸۹۹ در لندن درگذشت.

## آثار
- An Introduction to the Osteology of the Mammalia ،۱۸۷۰
- Fashion in Deformity ،۱۸۸۵
- The Horse: a Study in Natural History ،۱۸۹۰
- Introduction to the Study of Mammals, Living and Extinct ،۱۸۹۱
- Essays on Museums and other Subjects ،۱۸۹۸